# Décès en juin 1996
Décès
- 1992
- 1993
- 1994
- 1995
- 1996
- 1997
- 1998
- 1999
- 2000

Pour une information complémentaire, voir la page d'aide.

| Date     | Nom                          | Activités                                                                  | Âge | Source |
| -------- | ---------------------------- | -------------------------------------------------------------------------- | --- | ------ |
| 1er juin | Don Grolnick                 | jazzman américain                                                          | 48  |        |
| 1er juin | Jesse Hill Ford (en)         | romancier et scénariste américain                                          | 66  |        |
| 2 juin   | Amos Tversky                 | psychologue américain                                                      | 59  |        |
| 2 juin   | Jack Lowe                    | pianiste américain                                                         | ?   |        |
| 2 juin   | Pilar Lorengar               | soprano espagnol                                                           | 75  |        |
| 2 juin   | Leon Garfield                | écrivain britannique                                                       | 74  |        |
| 2 juin   | Onésime Boucheron            | coureur cycliste français                                                  | 92  |        |
| 2 juin   | John Alton                   | directeur de la photographie américain Oscar en 1951                       | 94  |        |
| 3 juin   | Tito Okello                  | président ougandais de 1985 à 1986.                                        | 82  |        |
| 3 juin   | Jean Marin                   | journaliste français                                                       | ?   |        |
| 3 juin   | Ferdinand Leitner            | chef d’orchestre allemand                                                  | 84  |        |
| 3 juin   | Peter Glenville              | metteur en scène britannique                                               | 82  |        |
| 3 juin   | Jacques Courtois (en)        | président des Canadiens de Montréal                                        | ?   |        |
| 3 juin   | Tommy Collins                | boxeur américain.                                                          | 67  |        |
| 4 juin   | Guy Lauzin                   | metteur en scène français                                                  | ?   |        |
| 4 juin   | María Luisa Anido            | guitariste argentine                                                       | 89  |        |
| 4 juin   | Kudirat Abiola               | militante nigériane                                                        | ?   |        |
| 5 juin   | Yves Roujamon                | psychiatre français                                                        | ?   |        |
| 5 juin   | Alfred A. Poulin Jr.         | poète américain                                                            | 58  |        |
| 5 juin   | Hartono Rekso Dharsono (en)  | officier militaire indonésien.                                             | 70  |        |
| 5 juin   | Arnaud Leterrier             | dessinateur français de bande dessinée                                     | 38  |        |
| 5 juin   | Paul Cordier                 | alpiniste français                                                         | ?   |        |
| 6 juin   | José Maria Valverde (es)     | philosophe et poète espagnol                                               | 70  |        |
| 6 juin   | Norma Teagarden (en)         | pianiste de jazz américain                                                 | ?   |        |
| 6 juin   | George Davis Snell           | biochimiste américain. Prix Nobel de médecine et de physiologie en 1980.   | 82  |        |
| 6 juin   | Jean Pessonneaux             | footballeur français                                                       | 77  |        |
| 6 juin   | Jerry Plotkin                | otage américain en Iran                                                    | 62  |        |
| 7 juin   | Jean-Louis Paris             | acteur québécois                                                           | 73  |        |
| 7 juin   | Max Factor                   | créateur de cosmétiques américain                                          | 91  |        |
| 7 juin   | Saul David                   | producteur et administrateur de studios américain                          | 74  |        |
| 8 juin   | Conrald Arnold Smith         | banquier et homme d’affaires américain                                     | 97  |        |
| 8 juin   | Michael Fox                  | acteur américain                                                           | 75  |        |
| 8 juin   | Clara Candiani               | journaliste français                                                       | ?   |        |
| 8 juin   | William J. Baroody (en)      | conseiller du président Gerald Ford                                        | 58  |        |
| 9 juin   | Bernard Pullman              | biophysicien français                                                      | ?   |        |
| 9 juin   | Nhiek Tioulong               | général cambodgien                                                         | 87  |        |
| 9 juin   | Daniel Mazia (en)            | biologiste américain                                                       | ?   |        |
| 9 juin   | Aimé Major                   | acteur et chanteur québécois                                               | ?   |        |
| 9 juin   | Bruno Durocher               | poète français                                                             | ?   |        |
| 9 juin   | Edward Morris Bernstein      | économiste américain                                                       | ?   |        |
| 10 juin  | Jo Van Fleet                 | actrice américaine, Oscar en 1955.                                         | 85  |        |
| 10 juin  | Marie-Louise von Motesiczky  | peintre austro-britannique                                                 | 89  |        |
| 10 juin  | Chiyo Uno                    | romancière japonaise                                                       | ?   |        |
| 10 juin  | Hugh Mitchell                | sénateur français                                                          | 89  |        |
| 10 juin  | Nikolaï Khardjev             | écrivain russe                                                             | 53  |        |
| 10 juin  | Franklin D. Israel           | architecte américain                                                       | 50  |        |
| 10 juin  | George Hees                  | politicien canadien. Ancien ministre                                       | 85  |        |
| 10 juin  | Xavier Gillot                | Compagnon de la Libération                                                 | ?   |        |
| 11 juin  | Wilson Watkins Wyatt (en)    | homme politique américain. Maire de la ville de Louisville de 1941 à 1945. | 90  |        |
| 11 juin  | Brigitte Helm                | actrice allemande.                                                         | 90  |        |
| 11 juin  | Lonnie Elder III (en)        | scénariste américain.                                                      | 69  |        |
| 11 juin  | Ulysses Dove                 | danseur noir américain                                                     | ?   |        |
| 11 juin  | Jacques Desrosiers           | acteur québécois                                                           | 57  |        |
| 12 juin  | Merceditas Valdés            | grande chanteuse de la musique afro-cubaine                                | ?   |        |
| 12 juin  | Schlomo Reich                | poète israélien francophone                                                | ?   |        |
| 12 juin  | Le May                       | diplomate vietnamien                                                       | 56  |        |
| 12 juin  | Romeu Correira               | écrivain portugais.                                                        | ?   |        |
| 13 juin  | Nicholas Wahl                | politologue américain.                                                     | ?   |        |
| 13 juin  | Prân Nath                    | chanteur indien de musique classique et professeur de râga de la gharânâ.  | 77  |        |
| 13 juin  | Edward Dugmore (en)          | peintre américain.                                                         | 81  |        |
| 13 juin  | Rolando Abadilla             | chef des services secrets philippin.                                       | ?   |        |
| 14 juin  | Dick Murdoch                 | catcheur américain                                                         | 49  |        |
| 14 juin  | Gesualdo Bufalino            | romancier italien.                                                         | 75  |        |
| 15 juin  | Ella Fitzgerald              | chanteuse de Jazz américaine                                               | 79  |        |
| 15 juin  | Sir Fitzroy Maclean          | diplomate et espion britannique                                            | 85  |        |
| 15 juin  | Thomas Kuhn                  | Chanteur dans le groupe de rock français Le Cri de la mouche               | 28  |        |
| 16 juin  | Adriano Vignoli              | coureur cycliste italien                                                   | 88  |        |
| 16 juin  | David Mourão-Ferreira        | poète et écrivain portugais.                                               | 69  |        |
| 16 juin  | Curt Swan                    | dessinateur de BD américain                                                | 76  |        |
| 16 juin  | Jean Gimpel                  | historien de l’art français                                                | ?   |        |
| 16 juin  | Élie Castor                  | politicien français                                                        | 53  |        |
| 17 juin  | Carlo Tonon                  | coureur cycliste italien                                                   | 41  |        |
| 17 juin  | Yu Chunshun (en)             | explorateur chinois                                                        | ?   |        |
| 17 juin  | Edmond Roudnitska            | parfumier français                                                         | ?   |        |
| 17 juin  | Robert Lepeltier             | peintre français                                                           | 82  |        |
| 17 juin  | Thomas Kuhn                  | philosophe et historien des sciences américain                             | 73  |        |
| 17 juin  | Sean Gervasi                 | économiste américain.                                                      | ?   |        |
| 17 juin  | Balasaheb Deoras (en)        | politicien indien                                                          | ?   |        |
| 17 juin  | Maurice Chevance-Bertin      | résistant français                                                         | ?   |        |
| 17 juin  | Pierre Barbier               | homme de radio français                                                    | ?   |        |
| 18 juin  | Glenmor                      | chanteur français                                                          | 64  |        |
| 18 juin  | Edvin Wide                   | athlète suédois.                                                           | ?   |        |
| 18 juin  | Charles Louis Kades (en)     | avocat américain                                                           | ?   |        |
| 18 juin  | Antonio Bernardino           | chanteur espagnol                                                          | ?   |        |
| 19 juin  | Michel Ter-Pogossian (en)    | physicien nucléaire américaine                                             | 71  |        |
| 19 juin  | G. David Schine (en)         | militant politique américain                                               | 69  |        |
| 20 juin  | Michel Lebrun                | écrivain et traducteur français                                            | ?   |        |
| 20 juin  | Wálter Guevara Arze          | président de la Bolivie en 1979.                                           | 84  |        |
| 20 juin  | Joseph Green (en)            | acteur américaine                                                          | 96  |        |
| 22 juin  | Andréas Papandréou           | premier ministre grec                                                      | 77  |        |
| 22 juin  | Bill Emerson (en)            | politicien américain, représentant républicain du Missouri depuis 1981.    | 58  |        |
| 22 juin  | Terrel Bell                  | conseiller du président américain Richard Nixon en matière d’éducation     | 74  |        |
| 22 juin  | Salah Abou Seif              | cinéaste égyptien                                                          | 81  |        |
| 23 juin  | Elbert Parr Tuttle (en)      | juge américain                                                             | 98  |        |
| 23 juin  | Mariano Rojas                | coureur cycliste espagnol                                                  | 23  |        |
| 23 juin  | Raymond Russell Lindwall     | joueur australien de cricket                                               | 74  |        |
| 23 juin  | André Dumas                  | pasteur de l’Église réformée de France                                     | 77  |        |
| 23 juin  | Pasqualino De Santis         | chef opérateur italien                                                     | 69  |        |
| 24 juin  | James Leander Nichols        | ambassadeur birman                                                         | ?   |        |
| 24 juin  | Jacques Griffe               | couturier français                                                         | ?   |        |
| 25 juin  | Delia Goetz                  | écrivain américaine                                                        | 85  |        |
| 25 juin  | Mzawandile MacPherson Piliso | militant sud-africain de l’ANC                                             | 73  |        |
| 25 juin  | Gilbert Sénès                | politicien français                                                        | ?   |        |
| 25 juin  | Vytautas Kavolis             | sociologue et historien de la culture lituanien                            | ?   |        |
| 25 juin  | Maurice Gardett              | homme de radio français                                                    | ?   |        |
| 26 juin  | Enzo Venturelli (it)         | architecte italien                                                         | ?   |        |
| 26 juin  | Danielle Salvignol-Nisse     | organiste français                                                         | 52  |        |
| 26 juin  | James Lee Rankin (en)        | avocat américain                                                           | 88  |        |
| 26 juin  | Joseph Patureau              | Compagnon de la Libération                                                 | ?   |        |
| 26 juin  | Veronica Guerin              | journaliste irlandaise                                                     | 36  |        |
| 27 juin  | Pierre Trofimoff             | peintre français                                                           | 70  |        |
| 27 juin  | Eduardo Miura                | Éleveur espagnol de taureaux de combats                                    | 59  |        |
| 27 juin  | Bernard Krief                | Pionnier français des conseillers en communications et marketing politique | 64  |        |
| 27 juin  | Margaux Hemingway            | actrice américaine, aussi mannequin                                        | 41  |        |
| 27 juin  | Albert R. Broccoli           | producteur américain                                                       | 87  |        |
| 27 juin  | Sir John Eustace Branker     | homme politique et avocat Barbade                                          | ?   |        |
| 27 juin  | Raymond Badiou               | ancien maire de Toulouse                                                   | ?   |        |
| 28 juin  | Ivan Jazbinšek               | footballeur international yougoslave et croate                             | 81  |        |
| 28 juin  | André Weber                  | acteur français                                                            | ?   |        |
| 28 juin  | Daniel J. Terra              | collectionneur américain                                                   | ?   |        |
| 28 juin  | Gabriel Dussurget            | Conseiller artistique de l’Opéra de Paris                                  | 92  |        |
| 29 juin  | Geraldine Zorbaugh           | femme d’affaires américaine                                                | ?   |        |
| 29 juin  | François Puaux               | diplomate français                                                         | ?   |        |
| 30 juin  | William Passingham           | coureur automobile canadien                                                | ?   |        |
| 30 juin  | David McCampbell             | pilote américain                                                           | 86  |        |
| 30 juin  | Antonino Mancuso Fuoco       | peintre talien                                                             | 75  | (it)   |
| 30 juin  | Antonio Franco               | footballeur espagnol                                                       | 84  | (en)   |
| 30 juin  | Carlos Droguett (es)         | romancier chilien                                                          | ?   |        |